# Баянтумен
Баянтумен (монг. Баянтүмэн) — сомон аймаку Дорнод, Монголія. Територія 8,4 тис. км², населення 2,3 тис. Центр — селище Цагаан-Дерс, розташоване на відстані 12 км від Чойбалсану та 645 км від Улан-Батора.

## Клімат
Різкоконтинентальний клімат.

## Економіка
Родовище вугілля. 37 тисяч голів худоби, механізований молочний цех.

## Соціальна сфера
Школа, лікарня, культурний та торговельно-обслуговуючий центри,